# Damien Francis
Damien Jerome Francis (født 27. februar 1979 i London, England) er en engelsk/jamaicansk tidligere fodboldspiller (midtbane). 
Francis repræsenterede henholdsvis Wimbledon, Norwich, Wigan og Watford, og opnåede at spille Premier League for alle fire klubber. Han nåede i alt at spille 237 ligakampe og score 35 mål gennem karrieren. Han spillede desuden én kamp for Jamaicas landshold, en venskabskamp mod USA 12. februar 2003.